# 卡洛琳·皮金

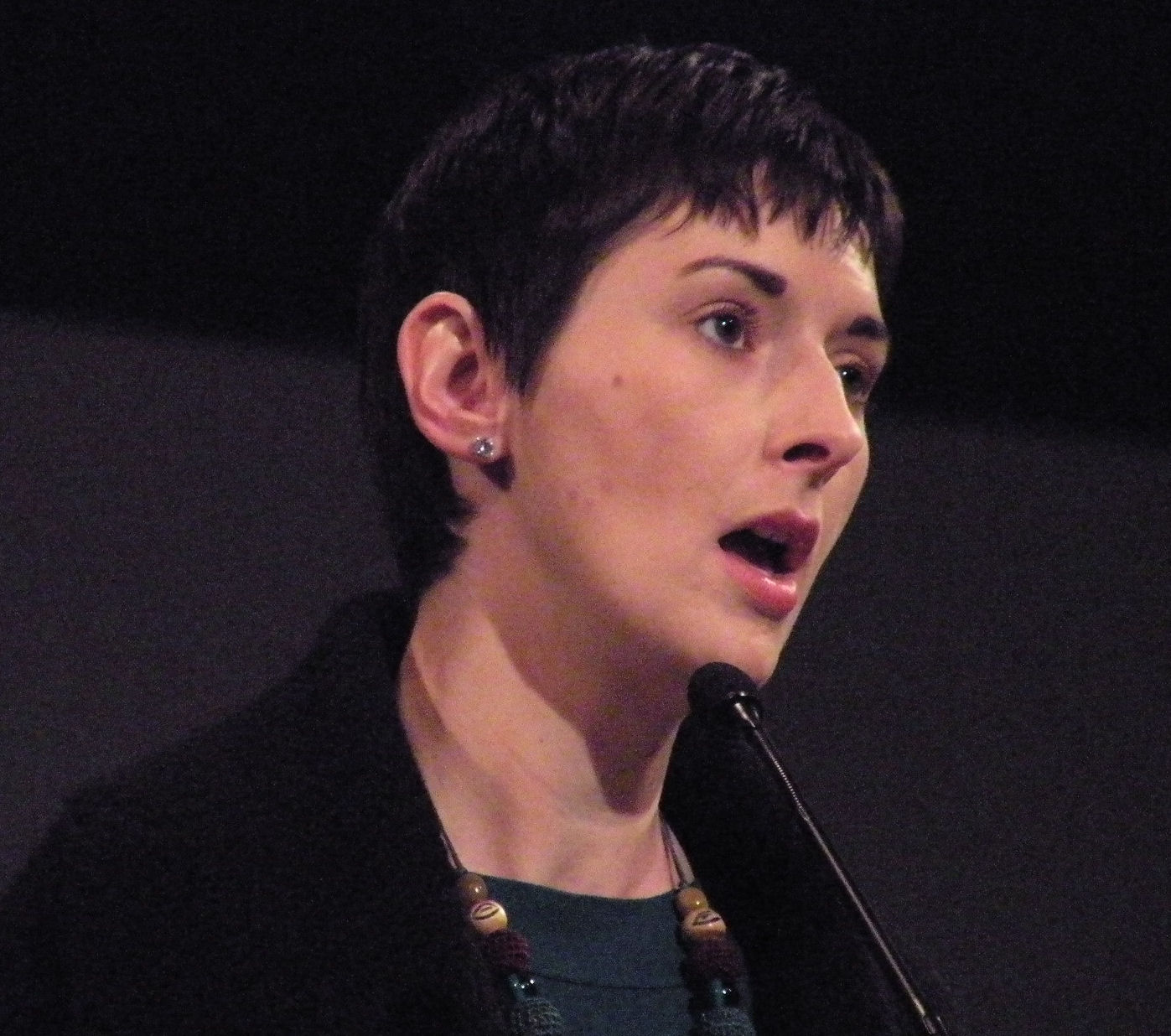
卡洛琳·皮金

卡洛琳·瓦莱丽·皮金，（英語：Caroline Valerie Pidgeon，1972年9月29日—），英国自由民主党政治家，伦敦议会中唯一一名自由民主党代表。2016年伦敦市长选举英国自由民主党候选人。

## 政治生涯
皮金于1998年至2010年期间担任南华克区议员，其间她成为负责儿童和青年事务的内阁成员并且是南华克区议会的副议长。作为自由民主党政党名单上排名第三的候选人，她于2008年被选为伦敦议会议员。她也曾竞争过兰贝斯与南华克区伦敦议会的席位，但支持票数排在了工党的瓦尔·肖克罗斯（Val Shawcross）之后。
皮金在2008年至2009年期间担任伦敦议会交通委员会副主席，2009年至2010年期间担任主席。她也是首都警察监管局和伦敦消防和应急规划局成员。在2009年4月，她发起了“一小时公交车票”运动，该计划会允许伦敦居民用一张公交车票可以在一小时内多次乘车。
她曾经在2010年大选时代表自由民主党竞选沃克斯霍尔选区席位。
皮金从2005年起一直担任着初级教育文化中心慈善机构理事，并在2013年的新年荣誉列表中因为对公众和政治的贡献被授予大英帝国勋章。
在2015年时，皮金宣布了要竞选自由民主党2016年伦敦市长选举提名候选人的意图，并同时参与了自由民主党伦敦议会政党名单选举，与其他候选人Rob Blackie, Emily Davey 和 Steven Knight竞争。她最后被自由民主党提名为伦敦市长选举候选人，并且成为该党伦敦议会政党名单中第一位候选人。皮金在伦敦市长选举中收获了总数排名第四多的选票，排列到绿党候选人之后，但成为了惟一一个守住了伦敦议会席位的自由民主党议员。